# 圣莱热 (滨海阿尔卑斯省)
圣莱热（法語：Saint-Léger，法語發音：[sɛ̃ leʒe] ⓘ）是法国滨海阿尔卑斯省的一个市镇，属于尼斯区。

## 地理
圣莱热（43°59'59"N, 6°49'42"E）面积4.61 平方千米，位于法国普罗旺斯-阿尔卑斯-蓝色海岸大区滨海阿尔卑斯省，该省份为法国东南部沿海省份，南濒地中海，西南至瓦尔省，西北接上普罗旺斯阿尔卑斯省，北部和东部与意大利接壤。
与圣莱热接壤的市镇（或旧市镇、城区）包括：索斯、鲁杜勒河畔拉克鲁瓦、达吕伊。

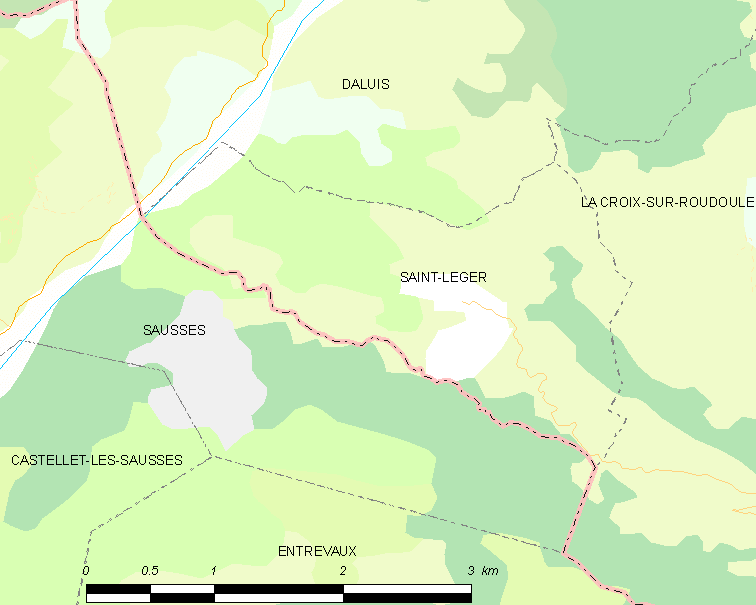
的OSM定位图

圣莱热的时区为UTC+01:00、UTC+02:00（夏令时）。

## 行政
圣莱热的邮政编码为06260，INSEE市镇编码为06124。

## 政治
圣莱热所属的省级选区为旺斯县。

## 人口

1962-2008年间人口变化图示

圣莱热于2022年1月1日时的人口数量为57人。